# Martinskirche (Neuffen)

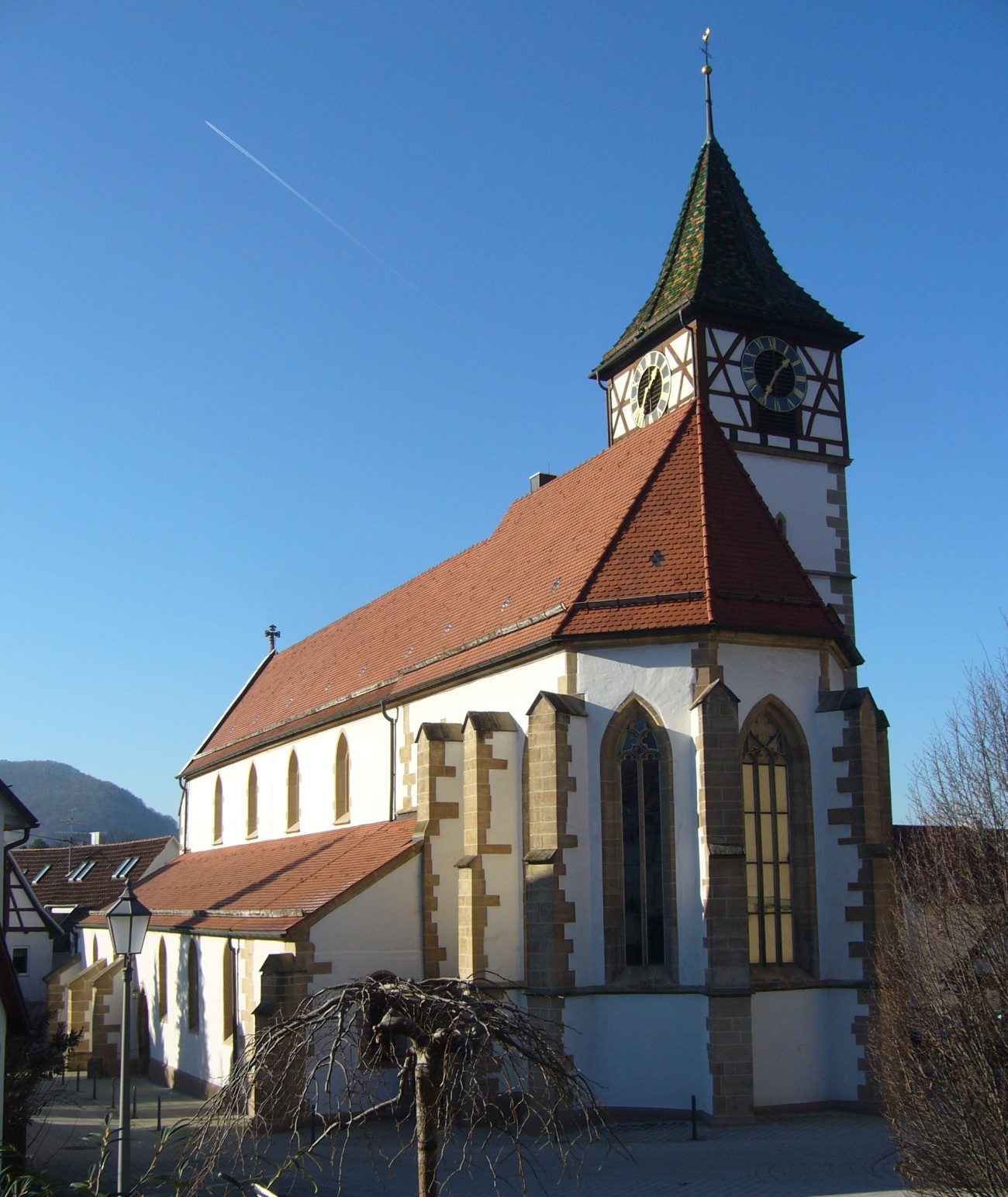
Ostansicht

Die evangelische Martinskirche ist das älteste und nach der Zahl der installierten Sitzplätze größte Gebäude der Stadt Neuffen im Landkreis Esslingen (Baden-Württemberg). Die ansässige Kirchengemeinde gehört zum evangelischen Kirchenbezirk Nürtingen in der Evangelischen Landeskirche in Württemberg.

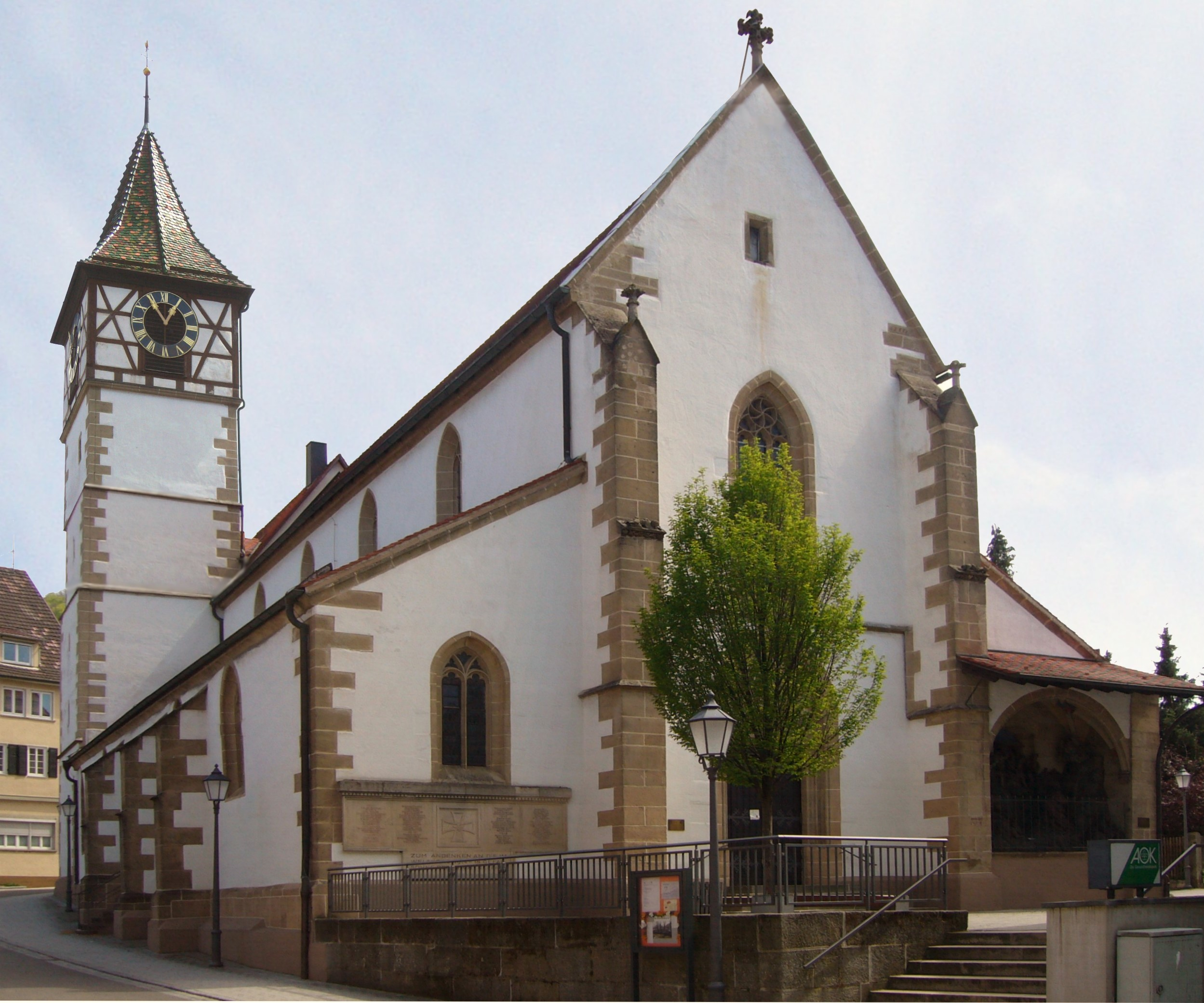
Westansicht

## Geschichte und Beschreibung
Die Ursprünge der Martinskirche Neuffen dürften im 7. Jahrhundert zu suchen sein. Von Vorgängerbauten bestehen heute jedoch keine dokumentierten Reste mehr. Im Jahr 1232 wird erstmals eine Kirche in Neuffen erwähnt.
Die heutige Chorseitenturm-Kirche entstand als frühgotische dreischiffige Basilika zwischen 1300 und 1350. Das Langhaus besitzt 5 Joche und eine flache Kassettendecke. In den Seitenschiffen bildet eine Kassettendecke in Dachneigung den oberen Abschluss. Die Mittelschiffwand ruht auf runden Säulen, die durch Spitzbögen verbunden werden. Je vier gotische Obergadenfenster über den Seitenschiffen belichten das Mittelschiff, während die beiden Seitenschiffwände mit jeweils einem mittigen Portal im Norden durch vier, im Süden durch fünf Fenster gegliedert sind. Über dem Hauptportal im Westen trug die damals höher angesetzte Westempore die Orgel, bis sie bei der Kirchenrenovierung 1932 entfernt und durch eine Chororgel ersetzt wurde. Die breiten Längsemporen der Seitenschiffe ragten bis 1932 noch leicht über die Mittelschiff-Arkaden in den Innenraum, die nördliche endete jedoch vor der am mittleren Nordpfeiler stehenden Kanzel, und das südliche Seitenschiffgestühl unten und oben war im Sinne einer Querkirchenkonzeption auf die Kanzel ausgerichtet. Diese Inneneinrichtung stammte erst vom Wiederaufbau der Stadtkirche nach dem verheerenden Brand von 1634, auch wohl die Kanzel, über deren Alter, Material und Aussehen nichts bekannt ist, deren reich verzierter hölzerner Kanzeldeckel jedoch (aus dem Jahre 1620; „hoher Aufbau, reich mit Spätrenaissenceornamenten und figürlichem Schmuck ausgestattet, Inschriften“) erst 1759 aus der Stadtkirche Nürtingen übernommen worden war. Die Predigttradition – und vermutlich auch das Vorhandensein einer Kanzel – begann immerhin bereits 1482, als in die Stadtkirche eine Prädikatur gestiftet worden war. Der hochgotische Chor wurde als hoher Chor mit zwei kreuzgratgewölbten Jochen und einem 5⁄8-Schluss erbaut.
Südlich am Chor liegt die gotische Sakristei. Nördlich am Chor erhebt sich der Turm, dessen Fachwerk-Glockenstube und Helm aus der Zeit nach dem großen Stadtbrand 1634 stammen.

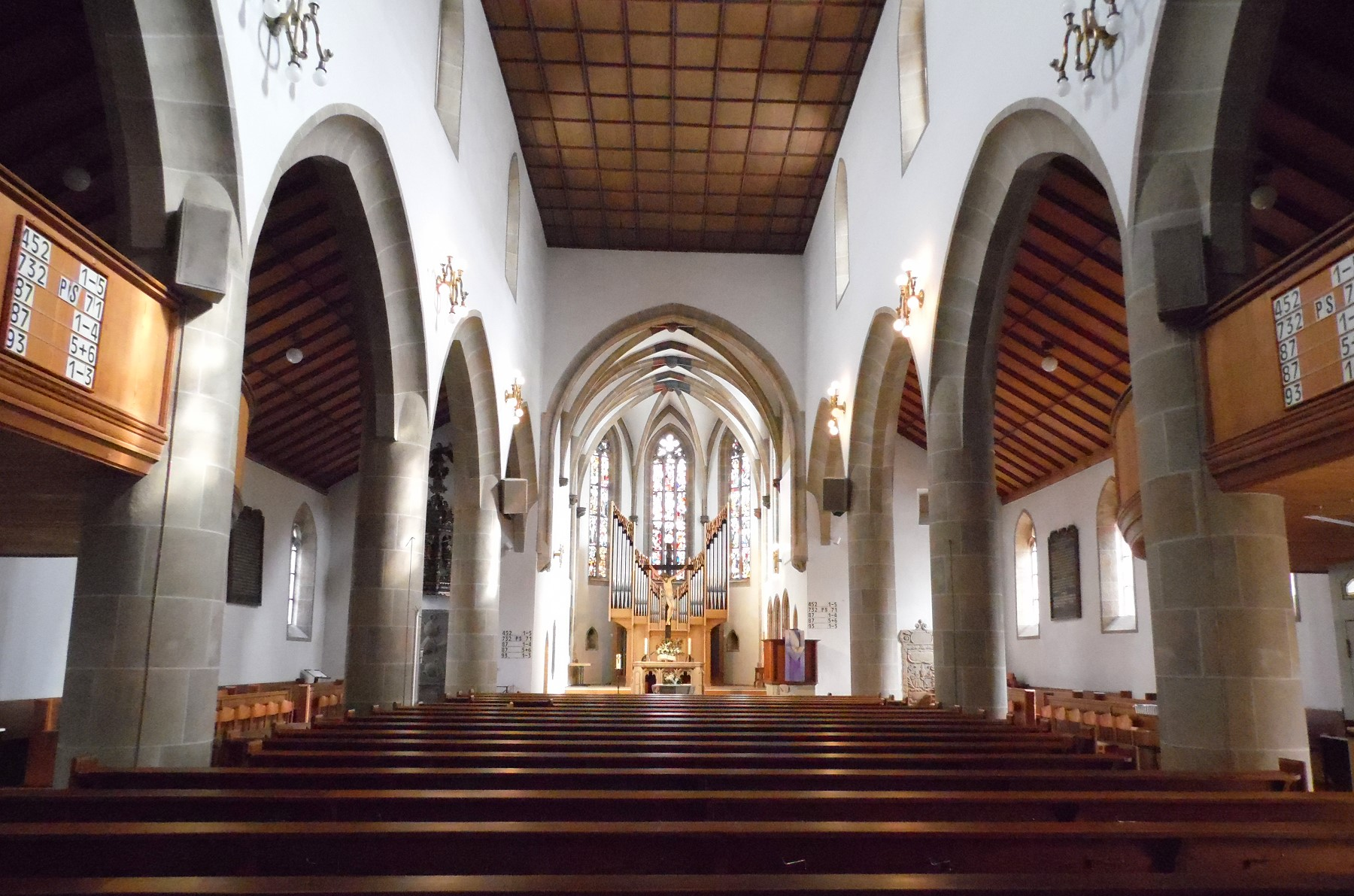
Innenansicht

1932 wurde die Kirche durch Hans Seytter einschneidend erneuert und von einer historischen Querkirche dem Zeitgeist entsprechend zu einer Längskirche umgebaut: Die historische Nordkanzel entfiel zugunsten einer neuen Holzkanzel auf Steinsockel am südlichen Chorbogen, der Kanzeldeckel von 1620 wurde im Seitenschiff aufgehängt. Die Kassettendecken, das zum Chor gerichtete Gestühl und die etwas zurückgenommenen Emporen, gekürzt und im Bogen seitlich an den Seitenschiffwänden endend, stammen aus dieser Zeit. Walter Kohler schuf 1932 die Farbverglasung des mittleren Chor- oder Christusfensters: von Christi Geburt bis zur Quelle des ewigen Lebens. 1957 gab es eine Turmerneuerung, 1962/63 neue Farbfenster von Wolf-Dieter Kohler: 1962 zwei weitere Chorfenster - Die dem Mittelfenster zugewandten Reihen zeigen links von oben nach unten und rechts von unten nach oben das Gleichnis vom verlorenen Sohn. Dazu werden jeweils korrespondierende biblische Szenen angeordnet: Im linken Fenster Unheilsgeschichte mit Szenen des Alten Testaments, im rechten Fenster Heilsgeschichte mit zentralen Inhalten des Neuen Testaments. W.-D. Kohlers dreibahniges Westfenster von 1963 stellt nach Mt 25,31 ff.  Christus als Richter und die Werke der Barmherzigkeit dar. Alle Glasmalereien wurden in der Stuttgarter Werkstatt von V. Saile geschaffen.
An der rechten Seite der Westwand der Kirche befindet sich der Neuffener Ölberg. Architektonisch ist er eine Wandkapelle zwischen zwei Strebepfeilern mit einem tonnenförmigen Netzgewölbe. Der Ölberg wurde 1504 von einem Neuffener Wengerter aus Dankbarkeit über die Genesung seiner einzigen Tochter gestiftet. Das Werk wurde architektonisch durch die Werkstatt von Steinmetz Hans Buß in Nürtingen und figürlich vermutlich durch die Werkstatt von Bildhauer Christoph von Urach ausgeführt. Die Jahreszahl 1504 steht auf dem Schild am Bogenansatz links.
1981 war eine Außenerneuerung nötig, 1982 wurde die Chororgel von 1932 ersetzt durch eine Orgel der Fa. Weigle.